# Nouvelle-Zélande aux Jeux olympiques d'été de 1936
La Nouvelle-Zélande participe aux Jeux olympiques d'été de 1936, à Berlin. Le pays est représenté par une délégation très restreinte qui ne comprend que 7 athlètes, tous masculins, présents dans trois sports ( Athlétisme, Boxe, Cyclisme).  Les Néo-zélandais ne glanent qu’une seule médaille mais elle est en or. Un titre olympique qu'elle doit à Jack Lovelock, le porte-drapeau de la délégation, vainqueur du 1 500 m. Grâce à cet exploit, La Nouvelle-Zélande entre dans le tableau des médailles, se situant en 20e position.

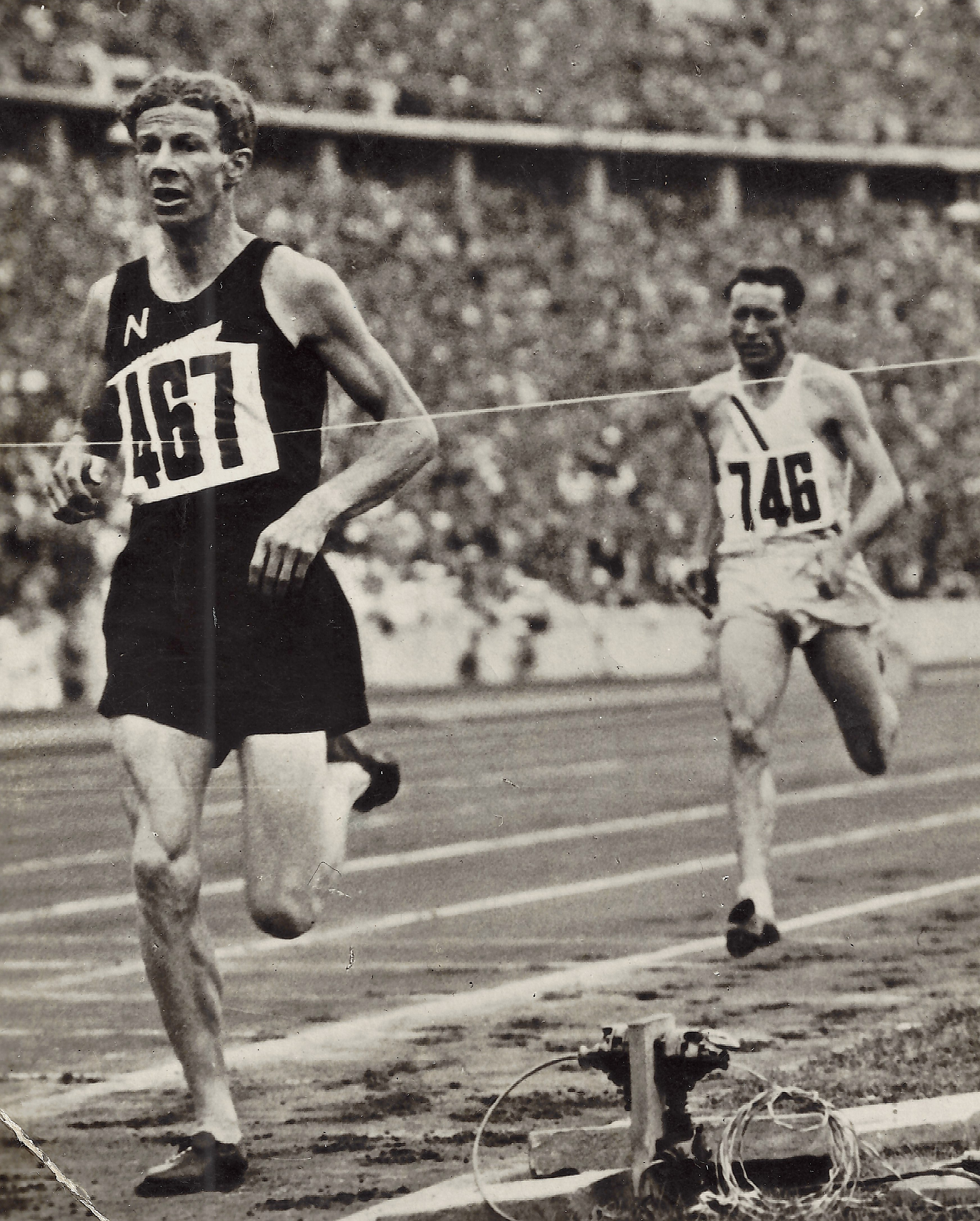
Jack Lovelock remportant le 1500 m devant l'Américain Glenn Cunningham.

## Médailles
| Médaille      | Nom           | Sport      | épreuve |
| ------------- | ------------- | ---------- | ------- |
| Médaille d'or | Jack Lovelock | Athlétisme | 1 500 m |

## Sources
- (fr) Nouvelle-Zélande sur le site du Comité international olympique
- (en) Nouvelle-Zélande aux Jeux olympiques d'été de 1936 sur Olympedia.org